# Work, Rest and Play
Work, Rest and Play är en EP av den brittiska ska/popgruppen Madness. Den låg åtta veckor på englandslistan och nådde som bäst en sjätte placering. 
Huvudspåret från EP:n är "Night Boat to Cairo". Texten till den skrevs av sångaren Graham McPherson och musiken av pianisten Michael Barson.  
I musikvideon till "Night Boat to Cairo" framför Madness låten stående på ett sandat studiogolv (allteftersom de dansar runt allt vildare, sparkas sanden undan och man ser det svarta studiogolvet). Bakom dem är en bluescreen med pyramiderna. Hunden som kommer inspringandes i slutet av videon är Dave Robinsons, Stiffs chef och videons regissör.
"Night Boat to Cairo" finns med på albumet One Step Beyond och på de flesta av Madness samlingsalbum. De andra låtarna från EP:n finns med på samlingsboxen The Business. 
1993 utgavs en singel "Night Boat to Cairo" / "Night Boat to Cairo (Mix)".

## Låtlista
1. "Night Boat to Cairo" (Graham McPherson, Michael Barson) – 3:21
2. "Deceives the Eye" (Mark Bedford, Christopher Foreman) – 1:56
3. "The Young and the Old" (Graham McPherson, Michael Barson) – 1:59
4. "Don't Quote Me on That" (Chas Smash) – 4:23